# Багаташ
Багата́ш (с алт. — «Каменная Лягушка») — перевал на высоте 2113 м в северной части хребта Иолго между Каракольскими озёрами и долиной реки Муирта. Расположен на территории Чемальского района в Республике Алтай
Перевал не имеет ярко выраженной седловины и представляет собой перегиб плоской платообразной вершины. Не является категорийным.
Перевал проходится на маршрутах по хребту Иолго к Каракольским озёрам, Муехтинскому водопаду, Аккаинскому перевалу и озеру, Каракокшинским пещерам.
На северо-востоке от вершины перевала Багаташ возвышается гребень под названием «Озёрный Белок» с абсолютной высотой 2146 м, замыкающий с востока долину Каракольских озёр.
Флора перевала разнообразна: карликовая берёза, дриады, карликовые ивы, термопсис альпийский, калужница, алтайская фиалка, горечавка, пушица, родиола.